# Ochechote
Ochechote (Uchichol), jedno od malenih šahaptinskih plemena s platoa na sjevernoj obali rijeke Columbije u okrugu Klickitat, Washington. Godine 1855. uključeni su u Yakima ugovor u Camp Stevensu, Washington, nakon čega odklaze na rezervat Yakima. Ovdje im potomci i danas žive udruženi u konfederaciju  'Confederated Tribes and Bands of the Yakama Nation' , zajedno s još 13 drugih plemena: Kah-milt-pah, Klickitat, Klinquit, Kow-was-say-ee, Li-ay-was, Palouse, Pisquose,  Se-ap-cat, Shyiks, Skinpah, Wenatshapam, Wishram i Yakama.
Ime (u tenino jeziku) dolazi po jednoj stijeni blizu ušća rijeke Deschutes. Pripadali su široj grupi Tenino.